# Jandir Bellini
Jandir Bellini (Ponte Serrada, 11 de janeiro de 1948) é um empresário e político brasileiro, filiado ao Progressistas (PP), no estado de Santa Catarina.

## Carreira
Foi vereador na cidade de Chapecó de 1970 a 1973.
Também exerceu mandato como deputado estadual por Santa Catarina em duas ocasiões: de 1994 a 1996, e de 2006 a 2008.
Foi eleito nos pleitos de 1996, 2000, 2008 e 2012 como prefeito de Itajaí.

### Desempenho em eleições
| Ano  | Eleição             | Coligação                                                                                                | Partido | Candidato a | Votos  | Resultado       |
| ---- | ------------------- | --- | ------- | ----------- | ------ | --------------- |
| 2012 | Municipal em Itajaí | Unidos Pelo Futuro de Itajaí (PP, PDT, PTB, PMDB, PSC, PR, PPS, DEM, PSDC, PHS, PMN, PTC, PSB, PRP, PSD) | PP      | Prefeito    | 63.857 | Eleito 1º turno |
| 2008 | Municipal em Itajaí | | PP      | Prefeito    | 53,871 | Eleito          |
| 2000 | Municipal em Itajaí | | PPB     | Prefeito    | 36.480 | Reeleito        |
| 1996 | Municipal em Itajaí | | PPB     | Prefeito    | 29.482 | Eleito          |